# トランスファー
トランスファー（英: transfer）は、四輪駆動車にみられる部品であり、トランスミッションに接続され、エンジン出力をドライブシャフト（プロペラシャフト）を介して前後軸に分配するための機構である。英語圏では主にトランスファーケース (Transfer case) と呼ばれるほか、トランスファーギアケース (transfer gearcase)、トランスファーギアボックス (transfer gearbox)、トランスファーボックス (transfer box) とも呼ばれる。オーストラリアではジョッキーボックス (jockey box) という呼称も用いられる。
フルタイム四駆、とりわけ縦置きエンジン車をベースとしたものでは、センターデフがトランスファーそのものの役割を果たす。1980年代後半以降増加した横置きエンジンのFF車をベースとしたものでは、デファレンシャルギアが内蔵されたトランスアクスル（横置きトランスミッション）がトランスファーそのものの役割を果たし、センターデフは前後軸の差動・断続制御しか行わない。
パートタイム四駆では、トランスファーにて前後軸のどちらかへの動力を断絶することで、二輪駆動への切り替えを可能とする。ドグクラッチを用いた切り替え式と、多板クラッチを用いたトルクスプリット式と呼ばれる自動断続が可能なものがある。
クロスカントリー志向のSUVや大型貨物車では、高低2速の副変速機を備えているものが多い。

## 機能
トランスファーはエンジンから動力を受け取り、フロント及びリアの車軸に動力を分配する。この動作は幾つかのギアの組み合わせで行うことができる。しかし、今日製造されるトランスファーは大半がチェーンドライブで駆動を行っている。このような機構は、オフロードの走行を目的としたいくつかの四輪駆動車や全輪駆動トラックに装備され、ドライバーの操作で四輪駆動若しくは全輪駆動を制御する。ドライバーはトランスファーを作動させることによって、2WDモード（RWDモード）と4WDモード（AWDモード）を相互に切り替えることができる。この操作はマニュアルトランスミッションのシフトレバーに類似したトランスファーレバーで行われる。いくつかの車両ではトランスファーレバーの代わりに電子式のスイッチで動作させることができる。
いわゆるフルタイム4WDに分類される全輪駆動スポーツ車などの一部の車両では、駆動輪の選択が不可能なトランスファーを持っている。このようなトランスファーは完全に全輪駆動モードにロックされている。但し、2000年代初頭頃までのフルタイム4WDやスタンバイ式4WD車の中には、特定の操作 で、強制的に2WDへの切り替えが行えるものが存在した。これは、1990年代は車検制度における検査ラインがフルタイム4WDに対応していなかった例が見受けられたことや、JAFをはじめとするロードサービスのレッカー車が牽引を行う際は原則として片軸を持ち上げるかたちを採っていたことが要因であり、片軸牽引でのセンターデフやビスカスカップリングの破損を防ぐための措置であった。現在の検査ラインはフルタイム4WDへの対応がほぼ完了し、ロードサービスのレッカー移動も四輪全てに台車を掛けて車体側の車輪を回さない対策を採るのが原則となったため、このような機構は近年ではあまり見られなくなっている。
トランスファーの中に1段ないし複数のローレンジギアを持つ副変速機を備える場合がある。こうしたローレンジギアはトランスミッションのギア選択とは独立して動作し、トランスファーレバーや室内の電子スイッチによって制御される。多くのトランスファーは、トランスファーレバーによって2WDと4WDの切り替え操作と同時にローレンジギアの選択も行う。ローレンジギアは車両の歩みを遅くし、車軸のトルクを増加させる効果がある。ローレンジギアはオフロードにおけるロッククローリング (en:Rockcrawling) などの極端な悪路走行において、急角度の坂を登坂する際や極端な段差のあるセクションを徒歩程度の速度で慎重にクリアする際等に利用されるほかや、重い荷物を牽引する際などに用いられる。この機能は、全輪駆動のスポーツカーや乗用車では多くの場合省略されている。重機や軍用トラックなどのいくつかの非常に大きな車両は、複数のローレンジギアを持つ場合がある。
通常は平ボディ貨物自動車として販売される軽トラックやライトトラックをダンプカーとして架装したものの中には、トランスファーを利用してダンプ昇降用のパワーテイクオフ (PTO) を実装しているものが見受けられる。また、ウインチを装備する際にも、ダンプと同様にトランスファーで駆動を切り換えて動力を取り出す方式のパワーテイクオフが実装される場合がある。

## 種類
パートタイム式4WDシステムを持つ多くのオフロード向け4WD車やAWDトラック、en:truggyと呼ばれる競技専用車や、ロッククローリング競技車、軍用車両はトランスファーレバーなどで2WD/4WD、ハイ/ロー切り替えが行える。スポーツカーで使われているフルタイム式4WDシステムのものは通常ドライバーからは切り替えが行えず、トランスファーレバーも備えられていない。
トランスファーには大きく分けて2種類の内部構造があり、一つはギア駆動によって前後のドライブシャフトに駆動力を伝えるものである。副変速機構を含む非常に強固で重いユニットが大型トラックで使われるほか、横置きエンジンのトランスアクスル内に副変速機構を持たない オープンデフを内蔵し、駆動切り替えのみをプロペラシャフト中間のセンターデフかビスカスカップリングで行う比較的簡素なトランスファーが一般的な乗用車でも用いられる。この形式での日本車におけるハイパワー車の事例では、三菱・ランサーエボリューションやスバル・インプレッサが代表例である。
もう一つの機構はチェーン駆動によるもので、サイレントチェーンによって両方または非直結側の車軸のみを駆動することになる。チェーン駆動式はギア駆動式と比較して静粛・軽量であり、主に小型トラック、フルサイズトラック、ジープやSUVなどの車両で使用されている。日本車ではスズキ・ジムニーに代表される軽4WDや、R32型以降の日産・スカイラインGT-Rのアクティブトルクスプリット機構などにもこの形式が用いられている。一部のオフロード車愛好家はさらなる強度を求めるため、重量と騒音の増加を妥協してでもこの形式のトランスファーをギア駆動式に取り換える場合がある。
トランスファーの形態には独立型と結合型および、内蔵型が存在する。結合型トランスファーはトランスミッションとは独立した筐体を持ち、トランスミッションに直接ボルトで固定されている。結合型トランスファーは場合によってはトランスミッションのケーシングを共有するかたちで内蔵される場合がある。この形式はギアオイルもトランスミッションと共有することになる。こうした内蔵型トランスファーはトランスアクスルを採用する車体に多くみられ、日本車ではスバルの製品が代表的であるが、その他の前輪駆動車をベースとした4WD車にもしばしば見受けられる。独立型トランスファーはトランスミッションからは分離された箇所にトランスファーが設けられる。この形式の場合、トランスミッションのアウトプットシャフトから取り出された出力は、短いドライブシャフトを通じてトランスファーに伝達され、前後の車軸に分配される。結合型および内蔵型トランスファーは今日のほとんどの4WD車で採用されているが、多くの縦置き後輪駆動車をベースとしたピックアップトラックやSUVでは独立したトランスファーケースを持つ結合型を採用している。完全に独立したトランスファーは非常に長いホイールベースを持つ車両、とりわけ商用トラックや軍用トラックに多くみられる。
トランスファーレバーを用いる手動式トランスファーの場合、レバーは運転席側のフロア上に配置され、前車軸に“LOCK”と“UNLOCK”または“FREE”と表記された手動式フリーホイールハブが装備される。後述の自動式トランスファーが登場するまでの過渡期には自動式フリーホイールハブを装備する場合もあり、走行中の2WD/4WD切り替え操作をある程度許容することが多い。4WD状態で長時間走行する場合には4H (4WD-Hi) レンジで走行する際はトランスファーの冷却のために1時間未満の30マイル（約48km）ごとに低速走行を行う必要がある。4L (4WD-Lo) レンジに切り替える場合には、一旦停止した後にトランスミッションをニュートラルにシフトした後に切り替える必要があるが、ごく稀な例として前述のスーパーシフト4×2のように、2段副変速機と4速MTを掛け合わせた8段変速を走行中の変速の基本事項とした車両も存在する。
Electronic Shift On-the-Fly (ESOF) を採用している自動式トランスファーの場合、ダッシュボードにトランスファー切り替えスイッチやボタンが内蔵されている。スバル・サンバーのパートタイム4WD車のように、MTシフトノブに切り替えスイッチが装備されている場合もある。自動式フリーハブの切り替えスイッチも同様に設けられているか、トランスファー切り替えと連動して動作するようになっている。一部の車両ではセンターコンソールにスライダースイッチを持つもの があり、ジープ・チェロキーではセレック・トラックと呼ばれる。このシステムはモーターあるいは負圧駆動の自動式フリーハブが装備され、手動式トランスファーと異なり、車両が停止中または時速55マイル（約89km/h）以下の任意の速度下でトランスファーの切り替えが行える。
多くの不整地専用トラックには、トランスミッションとともに二つのトランスファー（デュアルトランスファー）が装備されており、非常に高い車高を確保している。これに高ピニオン角を持つカスタムドライブシャフトを組み合わせることで、ポータルアクスルなどの高価なシステムを採用することなく製造費用を節約している。モンスタートラックやマッドトラックのほとんどはフルタイム4WDであり、トランスミッション内での変速ではなくデュアルトランスファーの切り替えの組み合わせのみで3段階の変速を実現している。これらのトラックは現場内を常に一定の速度で走行することが要求されるので、トランスミッションそのものには1速もしくは2速の前進ギアと後退ギアしか必要とされないためである。3段階の副変速を目的としたデュアルトランスファー構成は、ロッククローリング競技への参加を目的としたチューニングカーでも用いられることがある。

## その他の用法
トランスファー、トランスファ（英: transfer）という言葉自体は、英語では移動、移転、移管、持ち運び、転送、乗り換え、乗換駅 (transfer station) などを意味する。
- 伝達関数法 (Transfer function)、乗換券 (Transfer pass)、シール（デカール、transfer）、電子移動反応 (Electron transfer)、伝熱 (Heat transfer)、振込 (Wire transfer)、レジストラトランスファー (Registrar transfer) などが挙げられる。